# Constantin Doncea

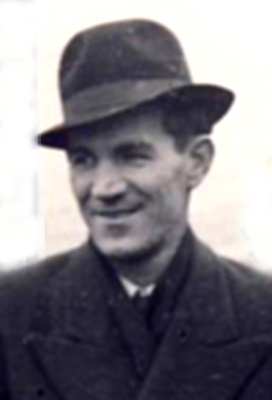
Constantin Doncea

Constantin Doncea (* 26. September 1904 in Cocu, Kreis Argeș; † 4. November 1973 in Bukarest) war ein Politiker der Rumänischen Kommunistischen Partei PCR (Partidul Comunist Român), der unter anderem zwischen Mai und September 1950 Präsident der Großen Nationalversammlung war.

## Leben

### Gewerkschafter, Spanischer Bürgerkrieg und Mitglied der Abgeordnetenkammer
Doncea war nach dem Schulbesuch als Metallgießer in den Werkstätten der Staatlichen Eisenbahngesellschaft CFR (Căile Ferate Române) in Pitești und Grivița tätig. Er trat 1931 der damaligen Kommunistischen Partei PCdR (Partidul Comunist din România) als Mitglied bei und engagierte sich als Mitglied der Parteigrundorganisation in der CFR-Werkstatt Grivița sowie als Vorsitzender des Komitees der Eisenbahnergewerkschaft ( Sindical al Feroviarilor) in Bukarest. Am 14. Februar 1933 gehörte zum Organisationskomitee beim Streik der CFR-Werkstatt Grivița und wurde wegen seiner Aktivitäten festgenommen und zu einer lebenslangen Freiheitsstrafe mit Zwangsarbeit verurteilt. Die Strafe wurde später in eine 20-jährige Freiheitsstrafe mit Zwangsarbeit umgewandelt, die er in Gefängnissen in Jilava und Craiova antrat. Im Februar 1935 gelang ihm die Flucht aus der Haft, woraufhin er nach Spanien floh und später am Spanischen Bürgerkrieg teilnahm. Als Angehöriger der Internationalen Brigaden war er zunächst einfacher Soldat sowie im Anschluss nacheinander Politischer Sekretär einer Kompanie, des Dimitroff-Bataillons sowie später einer Brigade und nahm während der Katalonienoffensive an der Ebroschlacht (25. Juli bis 16. November 1938) teil, die letzte große Offensive der republikanischen Regierung gegen die zu dem Zeitpunkt bereits überlegenen franquistischen Truppen. Im Februar 1939 floh er nach Frankreich und war daraufhin in einem Lager in Saint-Cyprien interniert.
Dort wurde er Parteisekretär einer Gruppe rumänischer Freiwilliger sowie später der 129. Brigade und kehrte nach dem Staatsstreich vom 23. August 1944 nach Rumänien zurück. Am 15. August 1945 wurde zum Oberstleutnant (Colonel-locotenent) befördert und Mitglied des PCdR-Komitees der Hauptstadtregion Bukarest sowie danach im Kreis Ilfov Sekretär des Komitees der Nationaldemokratischen Front FND (Frontul Național Democrat), eine aus der PCdR, der Sozialdemokratischen Partei PSDR (Partidul Social Democrat Român), der Nationalen Bauernpartei PNȚ (Partidul Național-Țărănesc), der Nationalliberalen Partei PNL (Partidul Național Liberal) sowie kleineren Parteien bestehende politische Allianz. Er war für den Wahlkreis Argeș zwischen 1946 und 1948 Mitglied der Abgeordnetenkammer (Adunarea Deputaților).

### Präsident der Großen Nationalversammlung und Minister
Nachdem er vom 4. August bis zum 24. November 1947 Berater der Ministerialkommission für wirtschaftliche Erholung und Währungsstabilisierung war, fungierte er zwischen dem 24. November 1947 und dem 14. Februar 1948 als Vize-Oberbürgermeister von Bukarest. In dieser Funktion war er unter anderem verantwortlich für den Abbau der Denkmäler für König Karl I., König Ferdinand I., dessen Ehefrau Königin Marie, Ministerpräsident Ion C. Brătianu und von Emanoil Protopopescu-Pake, dem ehemaligen Bukarester Oberbürgermeister. Als Vize-Oberbürgermeister war er 1948 mit einem „Warnvotum“ sanktioniert und von seinem Posten abgesetzt worden, weil „er eine persönliche, überparteiliche Linie eingeschlagen hatte, die Ausgaben für Baumaßnahmen verursacht hatte, die für die aktuelle Periode nutzlos sind und ihrer Selbstpopularisierung dienen sollen, weil sie von bürgerlichen Elementen umgeben ist, die sowohl der Arbeiterklasse als auch der RPR sozial und politisch feindlich gesinnt sind“. Daraufhin bekleidete er vom 14. Februar 1948 bis zum 20. März 1950 das Amt als Vize-Minister für Bauwesen. Er trat nach dem Zusammenschluss der Sozialdemokratischen Partei PSD (Partidul Social Democrat) mit der PCdR zur Rumänischen Arbeiterpartei PMR (Partidul Muncitoresc Român) am 21. Februar 1948 der PMR bei. Er wurde zugleich auf dem Sechsten Parteitag der PMR (21. bis 23. Februar 1948) Kandidat des ZK der PMR und hatte diese Funktion bis zum 13. Juni 1958 inne.
1948 wurde Doncea zudem Mitglied der Großen Nationalversammlung (Marea Adunare Națională) und vertrat in dieser bis 1952 den Wahlkreis Bukarest. Nach seiner Beförderung zum Generalmajor (General-maior) fungierte er zwischen dem 22. März 1950 und 1952 als Kommandeur des Territorialen Luftverteidigungskommandos (Comandamentul Apărării Antiaeriene a Teritoriului). Er wurde zugleich als Nachfolger von Dumitru Petrescu im Mai 1950 Präsident der Großen Nationalversammlung und bekleidete das Amt des Parlamentspräsidenten bis September 1950, woraufhin Gheorghe Apostol ihn ablöste. Nach Untersuchungen durch die Kontrollkommission des ZK wurde er im Mai 1952 aus dem aktiven Militärdienst entlassen. Am 23. März 1956 wurde er zum Minister für Ernte (Ministrul colectărilor) in das erste Kabinett Stoica berufen und behielt dieses Amt zur Auflösung des Ministeriums am 1. Februar 1957. Im Anschluss fungierte er zwischen dem 1. Februar 1957 und dem 13. Juni 1958 als Vorsitzender des Staatlichen Komitees für die Preisgestaltung landwirtschaftlicher Produkte. 1957 wurde er zudem für den Wahlkreis Videa wieder Mitglied der Großen Nationalversammlung.

### Parteiausschluss und Rehabilitierung
Auf der Plenarsitzung des der PMR vom 9. bis 13. Juni 1958 wurde Constantin Doncea aus der Führung der Rumänischen Arbeiterpartei entfernt, da er zusammen mit anderen kommunistischen Führern wie Grigore Răceanu, Ovidiu Sandru, Eugen Genad, Heinrich Genad, Ion Drancă, Constantin Moflic, Ștefan Pavel, Vasile Bîgu, Vasile Negoiță und Iacob Coțoveanuder parteiübergreifenden Aktivitäten, Fraktionismus, Revisionismus und „anarchistischen Vorstellungen“ beschuldigt wurde. Sie wurden von Gheorghe Gheorghiu-Dej und Gheorghe Vasilichi angeklagt (unterstützt unter anderem von Vasile Vîlcu, Simion Bughici, Mihai Burcă, Ștefan Voicu, Barbu Zaharescu, Ofelia Manole und sogar von Răceanus Frau Ileana Răceanu). Die Rede mit den Hauptvorwürfen gegen Doncea und die anderen Veteranen hielt Nicolae Ceaușescu. Ein anderer kommunistischer Führer, Leonte Răutu, beschuldigte sie ebenfalls, eine revisionistische Linie zu vertreten und Sympathie für den jugoslawischen Kommunismus auszudrücken. Einigen Historikern zufolge scheinen die wahren Gründe für die Eliminierung der „Doncea-Gruppe“ Dejs Groll gegen einige Parteimitglieder zu sein, die ihn dafür kritisiert hatten, dass er die kommunistischen Ideale der Untergrundbewegung aufgegeben, die Massen entfremdet und ehemalige Mitglieder Partei aus der Zeit der Illegalität an den Rand gedrängt hatte.
Doncea war daraufhin von 1958 bis März 1964 Direktor der Staatlichen Landwirtschaftsgemeinschaft GAS (Gospodărie agricolă de stat) in Ograda und trat am 1. April 1964 in den Ruhestand. Er war zwischen dem 8. Februar 1966 und dem 11. April 1968 noch einmal Vorsitzender des Staatlichen Komitees für die Preisgestaltung landwirtschaftlicher Produkte. Das Plenum des ZK der PCR vom 25. bis 26. April 1968 billigte die an der Parteispitze getroffenen Entscheidungen über die Rehabilitierung einiger Parteiaktivisten. So wurde Lucrețiu Pătrășcanu postmortal politisch rehabilitiert, indem das ZK-Plenum den Justizbehörden die Revision des Urteils empfahl. Auch der 1946 ermordete ehemalige Generalsekretär der PCdR Ștefan Foriș wurde politisch rehabilitiert. Die gegen Miron Constantinescu, Ion Craiu, Ioan Demeter, Constantin Doncea, Mihai Levente, Vasile Modoran, Dumitru Petrescu und Aurel Vijoli verhängten Parteisanktionen wurden aufgehoben. Alexandru Drăghici wurde aus dem Ständigen Präsidium und dem Exekutivkomitee entfernt, aus dem Zentralkomitee ausgeschlossen und vom Amt des Vizepräsidenten des Ministerrates entlassen. Daraufhin war Doncea vom 11. April 1968 bis zu seinem Tode am 4. November 1973 im Range eines Ministers Berater des Vorsitzenden des Ministerrates (Președintele Consiliului de Miniștri). Er erhielt dort das Gehalt und die Rente, die er zuvor erhalten hatte, weil er sich nach seiner Absetzung in die Landwirtschaft zurückgezogen hatte.
Für seine langjährigen Verdienste wurde er mehrfach ausgezeichnet und erhielt unter anderem 1947 das Ritterkreuz des Landwirtschafts-Verdienst-Ordens (Ordinul „Meritul Agricol”), 1947 das Offizierskreuz des Sterns von Rumänien (Steaua României), 1948 den Stern der Volksrepublik Rumänien Zweiter Klasse (Ordinul Steaua Republicii Populare Române), 1949 den Orden Verteidigung des Vaterlandes (Ordinul Apărarea Patriei) Zweiter Klasse, 1955 den Orden der Arbeit Erster Klasse (Ordinul Muncii), 1966 den Orden Tudor Vladimirescu Zweiter Klasse (Ordinul Tudor Vladimirescu), 1971 den Titel Held der sozialistischen Arbeit (Erou al Muncii Socialiste), die Goldene Medaille „Sichel und Hammer“ (Medalia de aur secera si ciocanul) sowie die Medaille zum 50. Jahrestag der PCR (Medalia „A 50–a aniversare a P.C.R.“).